# ジャン＝ポール・ベルモンド
ジャン＝ポール・ベルモンド（Jean-Paul Belmondo、1933年4月9日 - 2021年9月6日）は、フランスの俳優。シリアスなドラマからアクション・コメディまで、出演映画は幅広い。20世紀後半のフランスを代表する俳優の一人。実子のポール・ベルモンドは、元F1ドライバー。

## 経歴

### 生い立ち
1933年4月9日パリ郊外のヌイイ＝シュル＝セーヌ（Neuilly-sur-Seine）で生まれる。父のポール・ベルモンド（Paul Belmondo）は、フランス美術アカデミーの会長もつとめた彫刻家で画家（シチリアとピエモンテにルーツをもつイタリア系フランス人）、母も画家だった。
子どもの頃はよく遊んだものの、体が弱く、静養のために田舎の農家に預けられる。健康を取り戻して家に帰ってからは、サッカーに熱中し、ゴールキーパーを担当。15歳の時にボクサーになる夢を見たことをきっかけに、今度はボクシングに熱中する。両親に無断でボクシング・クラブに入り、練習を積むが、父に反対されてボクサーになる夢は果たせなかった。
1949年、16歳のベルモンドは演劇に興味を持ち始め、フランス国立高等演劇学校 (コンセルヴァトワール)の入学試験を受けるも落選。しかし、別の演劇学校で学び、国立高等演劇学校に入る準備を始めた。
1950年7月3日、パリの病院を巡回する一座のメンバーとして、初舞台に立つ。演目は『眠れる森の美女』で、ベルモンドの役は王子様だった。その後ピレネー地方での夏期巡業にも参加。ここでコメディアンのギイ・ブドス（fr:Guy Bedos）と知り合った。
翌1951年に念願の国立高等演劇学校への入学を果たし、アルバイトをしながら演技を学ぶ。その合間に芝居や映画を見て回った。やがて舞台に出演する機会を得たベルモンドは、1953年にはパリの二つの演劇で主役をつとめた。またこの年に、ルネ・コンスタンス（愛称エロディー）と結婚、翌年には子供が生まれた。
その後も舞台を続けて経験を積むにつれ、次第に演技派との評価が高まってきた。1956年7月1日に同校を修了。このころには演劇批評家からも注目されるようになり、卒業直後の公演では優秀な賞を獲得した。

### 映画スターに

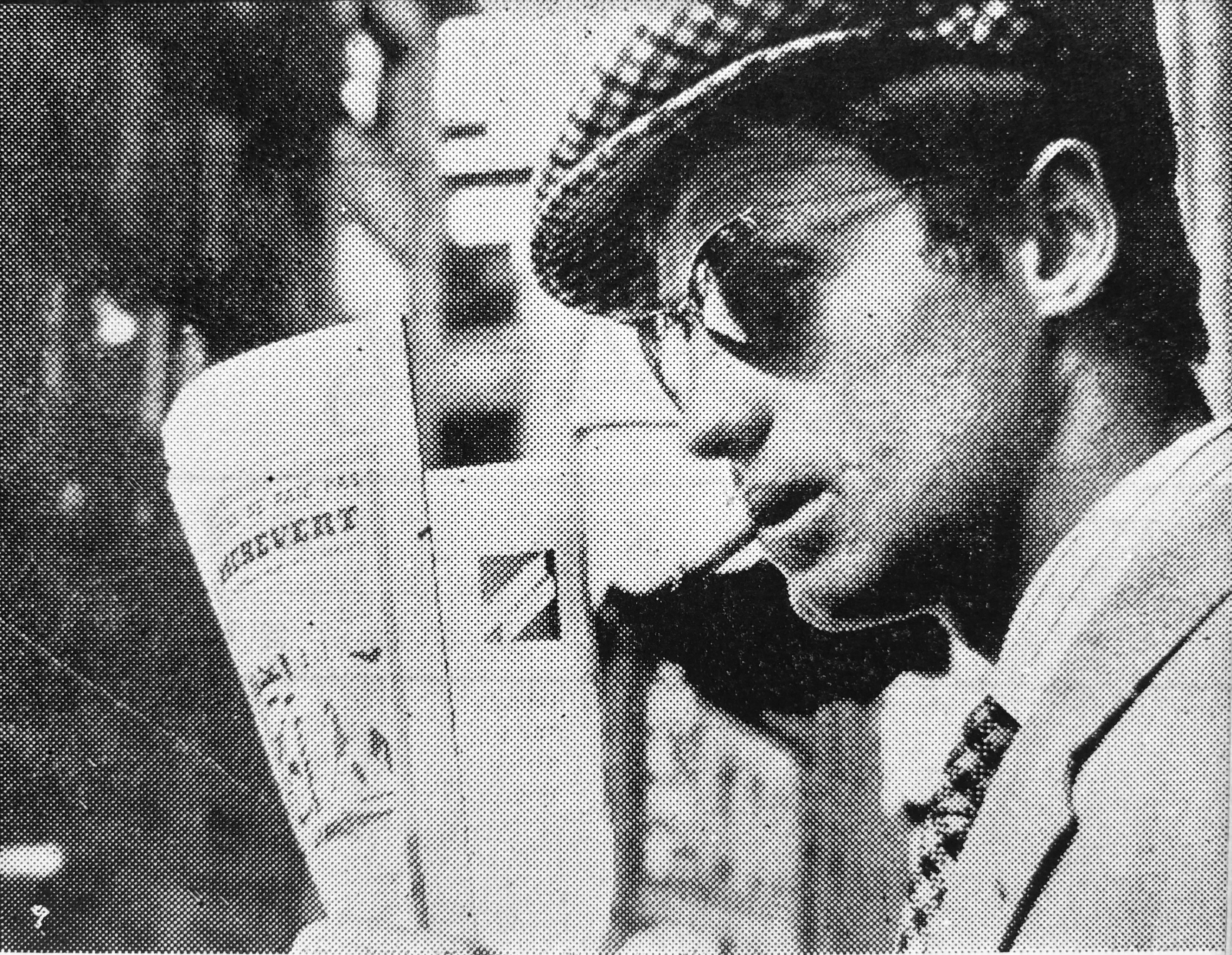
『勝手にしやがれ』（1960年）

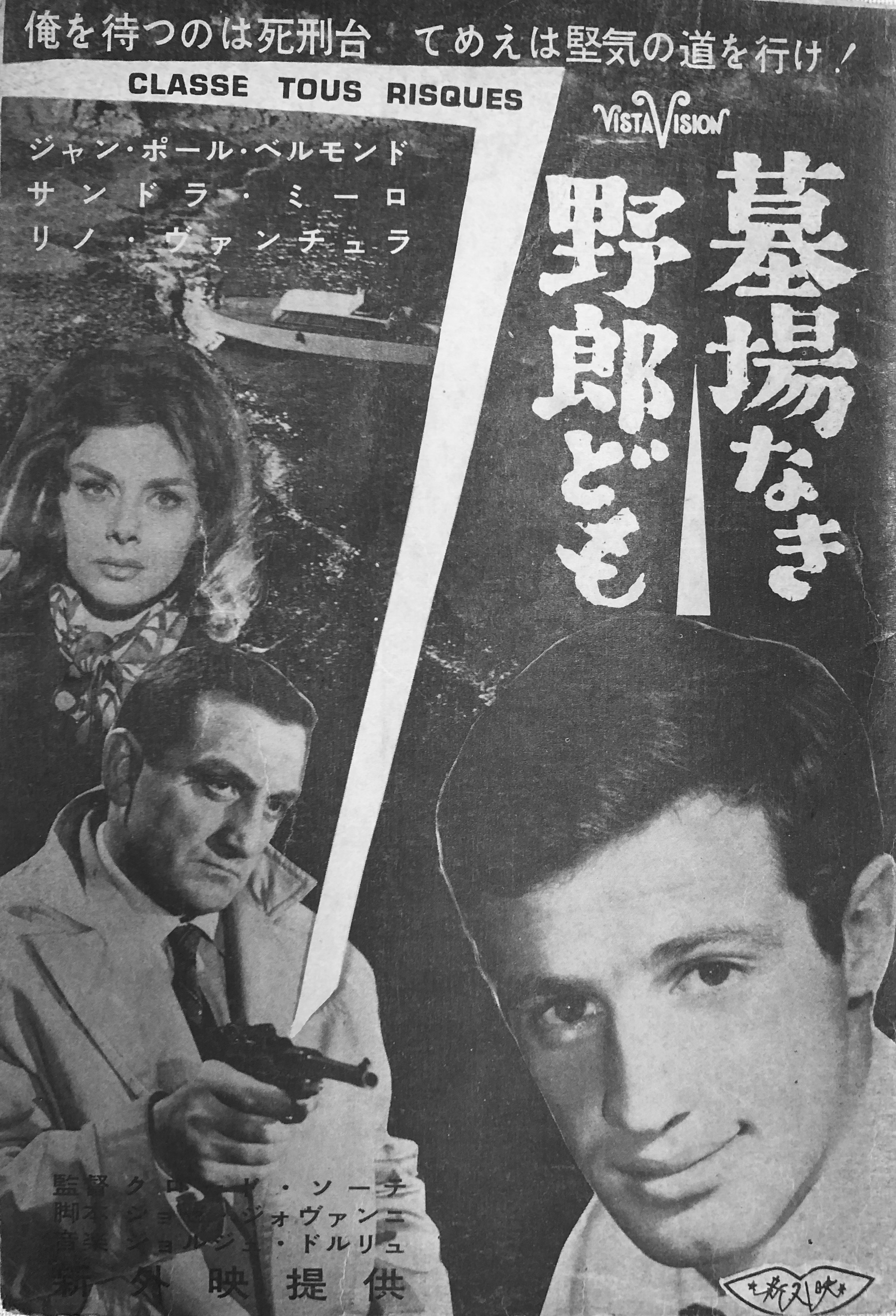
『墓場なき野郎ども』（1960年）

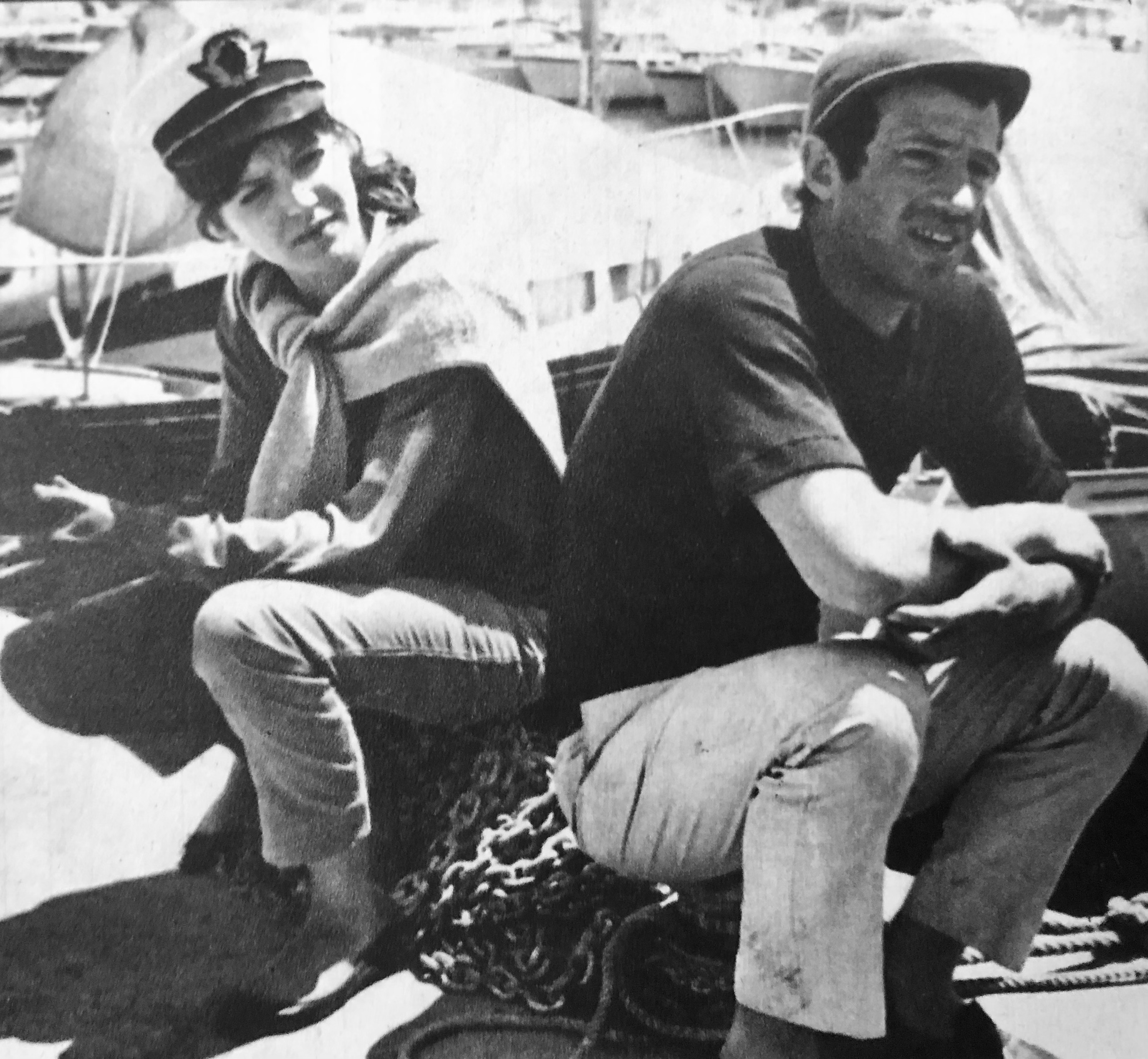
『気狂いピエロ』（1965年）

演技力を高く評価されたベルモンドを、映画界も無視していなかった。1957年に端役で映画出演するようになる。
1958年5月公開のギイ・ブドス監督の『黙って抱いて』に、無名時代のアラン・ドロンとともに出演。同年、ジャン＝リュック・ゴダール監督の短篇映画『シャルロットとジュール』に主演として参加（フランスでの一般公開は1961年）。撮影後、ベルモンドが兵役に出てしまったので、ベルモンドの声はゴダール自身が吹き込んでいる。
パリに戻った1959年、ベルモンドはクロード・シャブロル監督『二重の鍵』に出演する。これまでの端役に比べると重要な役で、その存在感を示したベルモンドは映画でも注目された。
同年8月から9月にかけてゴダール監督の『勝手にしやがれ』の撮影が行われる。主演として参加した同作品は1960年3月に公開され、ヌーヴェルヴァーグの代表作として大ヒット。ベルモンドを一躍映画スターの座に押し上げた。同年5月公開の『雨のしのび逢い』に出演。共演したジャンヌ・モローはこの作品で第13回カンヌ国際映画祭女優賞を受賞した。

### アクション・スターとして
1963年、ジャンヌ・モローと再び共演した『バナナの皮』あたりから、出演作品の傾向が変わってくる。これはいかさま師と別れた女房がくり広げるドタバタ喜劇だったが、こうした娯楽色の強い映画への出演が増えてきた。これを決定づけたのが、同年の『リオの男』である。財宝のありかを示す像をめぐる冒険物語で危険なアクションシーンも多いが、スポーツマンのベルモンドはスタントを自ら演じた。この映画は大ヒットし、ベルモンドも新しくアクション俳優というイメージを持たれるようになる。
1965年には同傾向の『カトマンズの男』に出演するが、これで共演したウルスラ・アンドレスと恋に落ち、行動を共にするようになる。そして翌年にアンドレスが離婚したのを受けて、ベルモンドも9月19日に離婚する。同年再びゴダールの『気狂いピエロ』に主演する。しかし、ベルモンドはシナリオを使わないゴダールのやり方を批判し「二度とゴダールとは仕事をしない」と宣言した。一方のゴダールも、1970年に商業主義の映画を嫌うと宣言し、もっとも使いたくない俳優の筆頭にベルモンドを挙げている。ベルモンドは他に『暗くなるまでこの恋を』にも出演し、カトリーヌ・ドヌーブとも共演した。
1969年にはアラン・ドロンからの申し込みを受けて、初めての本格的な共演映画『ボルサリーノ』に出演。85万人を動員する大ヒット作となった。

### プロデューサーとして
アラン・ドロンが自身で製作した主演映画をヒットさせたことに触発され、ベルモンドは自らのプロダクションであるセリトフィルムズ（ベルモンドの祖母、ロジーナ・セリートにちなみ名付けられた）を設立。1972年に製作された『ジャン＝ポール・ベルモンドの交換結婚』では、制作費の半分をベルモンドが負担し、プロデューサーとして手がけた最初の作品となり（クレジット上のプロデューサーは、弟のアランになっている）、1974年の『薔薇のスタビスキー』から本格的な映画製作に乗り出した。なおこの年、ベルモンドの映画出演料はアラン・ドロン、ルイ・ド・フュネスを抜いて、フランスでトップに躍り出た。

### 闘病生活・晩年
1980年代以降も様々な作品に出演し活動していたが、2001年8月に脳梗塞を発症。その後は復帰しテレビやドキュメンタリーに出演、2008年には『un homme et un chien（原題）』で主演を務めているものの、手足が不自由になっており第一線での活躍は退いていた。
2011年にこれまでの功績から、カンヌ国際映画祭にてパルム・ドール・ドヌールを受賞。 2019年7月にはレジオンドヌール勲章を授与された。
2016年、『世界の果てまでイッテQ!』の企画で（夫人の紹介もあり）出川哲朗と対面。自宅にて出川とツーショット撮影を行った。
2021年9月6日、フランスのメディアによって、パリの自宅で死去したことが伝えられる。88歳没。
同月10日、俳優としては異例となるフランス政府主催の追悼式がアンヴァリッド廃兵院で営まれ、エマニュエル・マクロン大統領が弔辞を読みその死を悼んだ。また、式には遺族や閣僚、映画関係者ら各界の著名人を含む数千人が参列し、入場できなかった人のため会場外の遊歩道には中継用の巨大なスクリーンが設置された。

## 評価
フランスでは、フランス映画の象徴であり国宝であると称され、影響力のある俳優であった。また、現代のヨーロッパ映画を形成する上でも大きな影響があったという。
アクション俳優としての評価も高い。CGの無い時代にスタントを用いず、現在では撮影不可能といえる様々なアクションを敢行したことで、ジャッキー・チェンやトム・クルーズらにも大きな影響を与えたという。また、このスタントマンに任せず自ら演じる姿勢を、千葉真一が尊敬していると語っている。

### 日本での人気・影響
1960年代から70年代にかけては、多くの作品が公開されテレビ放送も行われたことでアラン・ドロンと双璧を成す人気であり、ドロンに比べると男性ファンが多かったという。また、70年代はアクションスターとして人気を得ていた。1990年代からはヌーヴェルヴァーグの俳優としての評価が高い。
寺沢武一の漫画作品『コブラ』の主人公であるコブラのモデルは、若き日のベルモンドである。小説アダルト・ウルフガイシリーズの主人公・犬神明は「アウシュビッツ帰りのジャン＝ポール・ベルモンド」と呼ばれており、ベルモンドを痩せぎすにした容貌となっている（『リオの男』に対し『リオの狼男』も執筆された）。
渡哲也主演の映画『紅の流れ星』での主人公像は、『勝手にしやがれ』で主演したベルモンドがモデルである。
お笑い芸人のビートたけしこと映画監督の北野武は若き日にフェデリコ・フェリーニやルイ・マル、ジャック・タチ、ロベール・ブレッソン等の60年代70年代のヨーロッパ映画に影響を受けていることで知られているが、ベルモンドがゴダールと組んだ「勝手にしやがれ」「気狂いピエロ」やジャン・ピエール・メルヴィル「いぬ」にも強い影響を受けていることで知られており、メルヴィル「いぬ」でみられる歩くシーンが長い演出やアウトローの死にざま、女は女であるをフェリーニの「フェリーニの道化師」とピエール・コラルニックのガラスの墓標と共に洋画ベスト３に選ぶなど、そして北野の「ソナチネ」は「気狂いピエロ」にオマージュを捧げ当初がタイトルが「沖縄ピエロ」であったこと、ベルモンド作品からも強い影響を受けていることがわかる。
1980年代以降、ベルモンド出演作はフランス側からすると「大メジャーな作品」であり、上映権などの料金が高騰したことで権利許諾が非常に困難になった。そのため、日本では多くの作品が公開やソフト化が行われず、近年は忘れられた存在になっていたという。その後、江戸木純の企画により何度も交渉した結果、2020年に「ジャン＝ポール・ベルモンド傑作選」として出演作の特集リバイバル上映が行われた。これがコロナ禍にもかかわらず大ヒットを記録し大きな反響を呼んだことで、再評価が高まっている。宇多丸のラジオ「アフター6ジャンクション」の2020/10/26放送で、江戸木をゲストに招きベルモンド特集を放送した。

## エピソード
フランス映画に対する強い思いから英語圏の国が製作する映画には出演しなかったことで知られ、ハリウッドから数多くのオファーがあったにもかかわらず辞退していたという。ガーディアン紙は訃報を伝える際、べルモンドを「フランス映画だけでなく、フランス自体の歴史において不可欠な人物だった」とその姿勢を含め功績を称賛した。
アラン・ドロンとは、キャリア初期から何度も共演するなど親交があり、"永遠のライバル"と呼ばれた。訃報に対しての取材にドロンは「私は砕け散った」「彼は仲間だ。60年前から知り合い、一緒に仕事をして、とても親しかった」と動揺を隠せない様子で語り「私の人生の一部なんだ」と1950年代後半から続いた交流を振り返った。

## 主な出演映画
| 公開年 | 邦題 原題                                                       | 役名                         | 備考                                | 吹き替え                                                          |
| ------ | --------------------------------------------------------------- | ---------------------------- | ----------------------------------- | ----------------------------------------------------------------- |
| 1957   | 歩いて馬で自動車で À pied, à cheval et en voiture               | べノム                       | 長編映画デビュー作                  | 野沢那智（テレビ版）                                              |
| 1958   | 黙って抱いて Sois belle et tais-toi                             | ピエロ                       |                                     | 富山敬（テレビ版）                                                |
| 1958   | 危険な曲り角 Les tricheurs                                      | ルー                         |                                     |                                                                   |
| 1959   | 二重の鍵 À double tour                                          | ラズロ                       |                                     | 木下秀雄（テレビ版）                                              |
| 1959   | Mademoiselle Ange                                               |                              |                                     |                                                                   |
| 1960   | 勝手にしやがれ À bout de souffle                                | ミシェル・ポワカール         |                                     | 前田昌明（テレビ版）                                              |
| 1960   | 墓場なき野郎ども Classe tous risques                            | エリック                     |                                     | 堀勝之祐（東京12チャンネル版）                                    |
| 1960   | 雨のしのび逢い Moderato cantabile                               | ショーヴァン                 |                                     |                                                                   |
| 1960   | フランス女性と恋愛 La française et l'amour                      | ジル                         |                                     |                                                                   |
| 1960   | ふたりの女 La ciociara                                          | ミシェル                     |                                     | 山田康雄（テレビ版）                                              |
| 1961   | ビアンカ La viaccia                                             | アメリゴ                     |                                     | 前田昌明（テレビ版）                                              |
| 1961   | モラン神父 Léon Morin, prêtre                                   | レオン・モラン               |                                     |                                                                   |
| 1961   | 女は女である Une femme est une femme                            | アルフレード                 |                                     |                                                                   |
| 1961   | 素晴らしき恋人たち Amours célèbres                              |                              |                                     | 堀勝之祐（テレビ版）                                              |
| 1961   | 勝負（かた）をつけろ Un nommé La Rocca                          | ロベルト・ラ・ロッカ         |                                     | 山田康雄（テレビ版）                                              |
| 1962   | 大盗賊 Cartouche                                                | カルトーシュ                 |                                     | 鈴木やすし（テレビ版） 山田康雄（ソフト版）                       |
| 1962   | 冬の猿 Un singe en hiver                                        | ガブリエル・フーケ           |                                     |                                                                   |
| 1963   | 波止場 Mare Matto                                               |                              |                                     | 青野武（テレビ版）                                                |
| 1963   | 地上最笑の作戦 Il giorno più corto                              |                              |                                     |                                                                   |
| 1963   | バナナの皮 Peau de Banane                                       | ミシェル                     |                                     | 若本規夫（テレビ版）                                              |
| 1963   | いぬ Le Doulos                                                  | シリアン                     |                                     |                                                                   |
| 1964   | リオの男 L'Homme de Rio                                         | アドリアン・デュフルケ       |                                     | 山田康雄                                                          |
| 1964   | 太陽の下の10万ドル Cent mille dollars au soleil                 | ロッコ                       |                                     | 前田昌明（テレビ版）                                              |
| 1964   | 黄金の男 Échappement libre                                      | ダビッド                     |                                     | 前田昌明（テレビ版）                                              |
| 1964   | 男を追って La chasse à l'homme                                  | フェルナンド                 |                                     |                                                                   |
| 1964   | ダンケルク Week-end à Zuydcoote                                 | ジュリアン                   |                                     | 前田昌明（テレビ版） 山田康雄（?版）                              |
| 1964   | ある晴れた朝突然に Par un beau matin d'été                      | フランシス                   |                                     |                                                                   |
| 1965   | 気狂いピエロ Pierrot le fou                                     | フェルディナン・グリフォン   |                                     |                                                                   |
| 1965   | カトマンズの男 Les Tribulations d'un chinois en Chine           | アルテュール                 |                                     | 前田昌明（TBS版） 青野武（テレビ東京版）                          |
| 1966   | タヒチの男 Tendre Voyou                                         | トニー・マレシャン           |                                     | 前田昌明（テレビ朝日版） 原田大二郎（TBS版）                      |
| 1966   | パリは燃えているか Paris, brûle-t-il ?                          | イヴォン・モランダ           |                                     | 山田康雄                                                          |
| 1966   | パリの大泥棒 Le Voleur                                          | ジョルジュ・ランダル         |                                     | 日下武史（テレビ版）                                              |
| 1967   | 007 カジノ・ロワイヤル Casino Royale                            | フランス外人部隊員           |                                     | 青野武（日本テレビ版） 神山卓三（テレビ朝日版） ?（VOD版）        |
| 1968   | オー! HO!                                                       | フランソワ・オラン           |                                     | 堀勝之祐（テレビ版）                                              |
| 1968   | 大頭脳 Le cerveau                                               | アルトゥール                 |                                     | 伊武雅刀（テレビ東京版） 広川太一郎（日本テレビ版）               |
| 1969   | 暗くなるまでこの恋を La Sirène du Mississippi                   | ルイ                         |                                     | 山田康雄（TBS版）                                                 |
| 1969   | あの愛をふたたび Un homme qui me plaît                          | アンリ                       |                                     | 山田康雄（TBS版）                                                 |
| 1970   | ボルサリーノ Borsalino                                          | フランソア・カペラ           |                                     | 山田康雄（フジテレビ版、テレビ朝日版） 羽佐間道夫（日本テレビ版） |
| 1971   | コニャックの男 Les Mariés de l'an II                            | ニコラ・フィリベール         |                                     | 山田康雄（テレビ朝日版）                                          |
| 1971   | 華麗なる大泥棒 Le Casse                                         | アザド                       |                                     | 羽佐間道夫（日本テレビ版） 山田康雄（?版）                        |
| 1972   | ジャン＝ポール・ベルモンドの交換結婚 Docteur Popaul             | ポール・シメイ               |                                     | 山田康雄（テレビ版）                                              |
| 1972   | ラ・スクムーン La scoumoune                                     | ロベルト                     |                                     | 今井健二（テレビ版）                                              |
| 1973   | 相続人 L'Héritier                                               | バート・コーデル             |                                     | 羽佐間道夫（日本テレビ版）                                        |
| 1973   | おかしなおかしな大冒険 Le magnifique                            | フランソワ・メルラン         |                                     | 山田康雄（テレビ版）                                              |
| 1974   | 薔薇のスタビスキー Stavisky                                     | アレクサンドル・スタビスキー | 兼製作                              | 山田康雄（テレビ版）                                              |
| 1975   | ジャン＝ポール・ベルモンドの恐怖に襲われた街 Peur sur la ville  | ルテリエ警部                 | 兼製作                              | 前田昌明                                                          |
| 1975   | ベルモンドの怪盗二十面相 L'incorrigible                         | ビクトール・ボーチエ         |                                     |                                                                   |
| 1976   | 危険を買う男 L'alpagueur                                        |                              | 兼製作                              | 前田昌明                                                          |
| 1976   | 追悼のメロディ Le corps de mon ennemi                           | フランソワ・ルクレール       | 兼製作                              | 千田光男（テレビ版）                                              |
| 1977   | ムッシュとマドモアゼル L'animal                                 | マイク／ブルーノ             |                                     | 津嘉山正種／青野武（テレビ版）                                    |
| 1979   | 警部 Flic ou voyou                                              | スタン・ボロウィッツ警部     |                                     | ? （テレビ版）                                                    |
| 1980   | ジャン＝ポール・ベルモンドの道化師/ドロボー・ピエロ Le Guignolo | アレクサンドル・デュプレ     |                                     |                                                                   |
| 1981   | プロフェッショナル Le professionnel                             |                              | 兼製作                              |                                                                   |
| 1982   | エースの中のエース L'as des as                                  | ジョー                       | 兼製作                              |                                                                   |
| 1983   | パリ警視J Le marginal                                           | フィリップ・ジョルダン警視   | 兼製作                              | 千田光男（テレビ版）                                              |
| 1984   | ソフィー・マルソー/恋にくちづけ Joyeuses Pâques                 | ステファン                   |                                     | 羽佐間道夫（テレビ版）                                            |
| 1985   | ホールド・アップ Hold-Up                                        | グリム                       |                                     |                                                                   |
| 1988   | ライオンと呼ばれた男 Itinéraire d'un enfant gâté                | サム・ライオン               | 兼製作 セザール賞主演男優賞 受賞    | 千田光男（VHS版）                                                 |
| 1995   | 百一夜 Les cent et une nuits de Simon Cinéma                    |                              |                                     | 堀内賢雄                                                          |
| 1995   | レ・ミゼラブル Les misérables                                   | ジャン・バルジャン           |                                     |                                                                   |
| 1998   | ハーフ・ア・チャンス Une chance sur deux                        | レオ                         |                                     | 羽佐間道夫                                                        |
| 1999   | パリの確率 Peut-être                                            |                              |                                     |                                                                   |
| 2000   | アマゾンの男 Amazone                                            | エドゥアール                 | 日本では2021年に初公開              |                                                                   |
| 2000   | Les Acteurs                                                     | 本人                         | 日本では未公開                      |                                                                   |
| 2008   | Un homme et son chien                                           | チャールズ                   | 日本では未公開                      |                                                                   |
| 2011   | D'un film à l'autre                                             | 本人                         | ドキュメンタリー映画 日本では未公開 |                                                                   |

## 受賞歴
セザール賞
最優秀男優賞（1989年） 『ライオンと呼ばれた男』 - 受賞
生涯功労賞（2017年） - 受賞
カンヌ国際映画祭
パルム・ドール（2011年）- 受賞
ヴェネツィア国際映画祭
金獅子賞（2016年）- 受賞
国家功労勲章
コマンドゥール（1994年）
レジオンドヌール勲章
コマンドゥール（2007年）

## 日本語吹き替え
主に担当していたのは、以下の二人である。
山田康雄
最も多く吹き替えており、ベルモンドの専属（フィックス）として知られている。
1971年の『ルパン三世（第1シリーズ）』放映以後、ベルモンド担当声優の一人となる。『日曜洋画劇場』で主にベルモンドを担当していた前田昌明（後述）などと比べ、比較的後発の存在だったが、70年代半ばから死去するまでは山田の吹替が主流となった。山田は、自身の吹き替えた俳優の中で一番好きなのがベルモンドだと言い、「映画スターにしては芝居がうまいし、彼のやる役柄って、しっくりくるんです。やってて、楽しくってしかたがない」「アテレコをやっていてすごく刺激を受けた人」と語っている。また、山田の代表作であるルパン三世はベルモンドをモデルの一人にしており、これについて「ベルモントとルパンは大体同じ調子でやっている」「ルパンを実写化するなら、出来るのはベルモンドだけだと思う」とも語っていた。
前田昌明
ベルモンドのもう一人のフィックスとして知られており、山田の次に多く吹き替えている。
1969年頃、NETテレビ（現：テレビ朝日）の『土曜洋画劇場』でベルモンドの映画が放送される際に起用されて以降、他局も前田を起用するようになり、山田の吹替が増える以前までほぼ専属で担当。
その他、羽佐間道夫や青野武、千田光男、堀勝之祐などが複数の作品で担当している。

## 参照
1. ↑  フランス名俳優の血を引く元F1ドライバーに遭遇 Carview (2019年7月11日)
2. ↑  Bébel – Jean-Paul Belmondo Fanlisting
3. ↑  Famous French people of immigrant origin, Eupedia : France Guide
4. ↑  “Jean Paul Belmondo”. 2020年4月1日閲覧。
5. ↑  “Dr Popaul box office information”. Box Office story. 2016年8月28日閲覧。
6. ↑  “【あなたは何しに？】フランスの名俳優ジャン＝ポール・ベルモンドの血を引く元F1ドライバーに遭遇”.   AutoSalon.Tokyo (2019年7月11日). 2020年8月4日閲覧。
7. ↑  Hommage à Cannes : Comment va Jean-Paul Belmondo ?, France-Soir, 18 mai 2011.
8. ↑  Décret du 14 juillet 2019 portant élévation aux dignités de grand'croix et de grand officier
9. ↑  “『世界の果てまでイッテＱ！』出川哲朗がパパラッチしたセレブ有名人たち”.   日刊大衆 (2017年7月2日). 2020年8月4日閲覧。
10. ↑  「ジャンポール・ベルモンドさん死去　「勝手にしやがれ」の仏俳優、８８歳」『時事通信』2021年9月7日。2021年9月7日閲覧。
11. ↑  “俳優ベルモンドさんに最後の別れ　パリ”. 時事通信. (2021年9月10日) 2021年9月10日閲覧。
12. ↑  “ジャンポール・ベルモンドさん追悼式典　マクロン大統領がスターの死を悼む”. 日刊スポーツ. (2021年9月10日) 2021年9月10日閲覧。
13. ↑  “俳優 ジャンポール ベルモンドさん 政府主催の追悼式営まれる”. NHK. (2021年9月10日) 2021年9月10日閲覧。
14. ↑  Lyman, Rick (2021年9月6日). “Jean-Paul Belmondo, Magnetic Star of the French New Wave, Dies at 88”. The New York Times 2021年9月6日閲覧。
15. ↑  “Actor Jean-Paul Belmondo, the star of 'Breathless', has died aged 88”.   Faroutmagazine. 2021年9月7日閲覧。
16. ↑  “France mourns "immortal" Belmondo, will pay national tribute on Thursday”.   Reuters. 2021年9月7日閲覧。
17. ↑  水上賢治 (2021年5月14日). “ジャッキーもトム・クルーズもお手本にする男。命知らずの俳優のヤバすぎアクションを再び劇場で！”. Yahoo!ニュース 2021年9月10日閲覧。
18. ↑  “千葉真一 高倉健から東映解雇を救ってもらった体験を明かす”. ザ・トップ5.  TBSラジオ&コミュニケーションズ (2011年12月14日). 2014年11月21日時点のオリジナルよりアーカイブ。2014年11月24日閲覧。
19. 1 2 3  水上賢治 (2020年10月30日). “「ルパン三世」も「コブラ」もモデルはこの男！命知らずな俳優のヤバすぎアクションを劇場で”. Yahoo!ニュース 2021年9月10日閲覧。
20. ↑  クレタパブリッシング『昭和40年男』 2015年10月号 23頁
21. ↑  洋泉社 2016年11月『映画秘宝コレクション　完全版アナーキー日本映画史1959-2016』75p
22. ↑  樋口毅宏のタモリ論 (新潮新書) 2013/7/13 ISBN 4106105276
23. ↑  古山敏幸『映画伝説 ジャン＝ピエール・メルヴィル』（フィルムアート社、2009年、ISBN 978-4845909407
24. ↑  新潮45別冊２月号　コマネチ！ 新潮社 (1998/1/1)
25. ↑  樋口 (新潮新書) 2013/7/13 ISBN 4106105276
26. ↑  これでいいのだ。―赤塚不二夫対談集 メディアファクトリー (2000/1/14)
27. ↑  “特集：ルパン三世のモデル！ジャン＝ポール・ベルモンド特集！by江戸木純 - アフター6ジャンクション 2” (スウェーデン語). Poddtoppen. 2025年4月23日閲覧。
28. ↑  Blume, Mary (1968年4月17日). “Belmondo Back on Film-Making Scene”. Los Angeles Times:  p. d12
29. ↑  “Jean-Paul Belmondo: the beaten-up icon who made crime sexy”.   The Guardian. 2021年9月7日閲覧。
30. ↑  “仏名優ジャン＝ポール・ベルモンド死去、葬儀は国葬級と発表 マクロン大統領も追悼の意”. ムビコレ. (2021年9月7日) 2021年9月10日閲覧。
31. ↑  
“Décret du 14 mai 1994 portant promotion et nomination”. JORF 1994 (112):  7102. (15 May 1994). PREX9410898D 2009年3月14日閲覧。.
32. ↑  
“Décret du 6 avril 2007 portant promotion”. JORF 2007 (84):  6582. (8 April 2007). PREX0710141D 2009年3月14日閲覧。.
33. ↑  “山田康雄とイーストウッドの微妙な関係｜とり・みきの吹替どうなってるの｜「吹替の帝王」 Powered by 20th Century FOX Home Entertainment（2012年11月におけるアーカイブ）”. 2023年9月24日閲覧。
34. ↑  テレビ朝日『映画はブラウン館の指定席で―淀川長治と『日曜洋画』の20年』全国朝日放送、1986年、87頁。ISBN 4-88131-079-8。
35. ↑  “「ルパン三世」のモデル、ジャン＝ポール・ベルモンドの傑作選が全国にて順次公開　日本未公開作品も”.   ザテレビジョン (2020年7月29日). 2020年8月19日閲覧。